# تیگلات-پیلسر یکم
تیگلات-پیلسر یکم در سال ۱۱۱۵ پ. م بر تخت آشور جلوس و در سال ۱۱۰۰ پ. م بر هیتی‌ها پیروز شد.
قرن یازدهم پیش از میلاد دوران اعتلای آشور بوده‌است. در آن زمان پادشاه تیگلات-پیلسر یکم بابل را تصرف کرد و کشور بابل پس از آن مدتی مدید از زُمرهٔ دول بزرگ خارج شد؛ ولی در ایلام نیز در طی مدتی دراز شاهان فاتح پدید نیامدند. چون در پایان قرن یازدهم پ. م آشور در نتیجهٔ مبارزه با صحرانشینان آرامی که از بیابان‌های سوریه آمده بودند بسیار ضعیف شد. در طی چندین قرن، لشکرکشی‌های کشورگشایانه و حملات و دستبردهایی که تا آنزمان از جهات مختلف متوجه سرزمین ماد آینده بود، موقوف گشت.
نام تیگلات-پیلسر به معنای «توکل می‌کنم بر پسر اشارا» است (اشارا معبد بزرگ ایزد آشور و واقع در شهر آشور بود).

## زندگینامه تیگلات-پیلسر یکم
تیگلات-پیلسر یکم پس از پدرش آشور-رش-ایشی یکم به پادشاهی آشور رسید.
تیگلات-پیلسر یکم؛ یکی از بزرگ‌ترین فاتحان آشور بود. او قلمرو خود را در هر سه جبهه (شمال، باختر، جنوب) گسترش داد.
او در جبهه شمال علیه هیتی‌ها دست به تهاجماتی زد و در کیلیکیه متصرفاتی دایر نمود.
تیگلات-پیلسر یکم در جبهه باختر، علیه آرامیان به پا خاست، آن‌ها را از فرات دور ساخت و برخی از پایگاه‌های آن‌ها را تسخیر کرد. او در این عملیات جنگی موفق شد تا به رؤیای دیرینه-ی آشوریان در مورد دستیابی به سواحل مدیترانه تحقق ببخشد، و از بیبلوس، صیدون و دیگر شهرهای فنیقی خراج بگیرد.
شاه آشور در جبهه جنوب نیز با حمله به بابل وجهه زیادی به دست آورد اما در ظاهر از این حمله چیز زیادی به دست نیاورد.
تیگلات-پیلسر یکم، با موفقیت، مرزهای آشور را تا بزرگ‌ترین حد آن تا آن زمان، گسترش داد. او در کتیبه ای اعلام می‌دارد که:
«آشور و خدایان بزرگ، که پادشاهی مرا بزرگ ساخته‌اند و به من قدرت و توانایی اعطا کرده‌اند، فرمان دادند که محدوده-ی سرزمین آن‌ها را گسترش دهم، و جنگ‌افزار نیرومندشان را در اختیارم گذاشتند، نبرد غافلگیرانه؛ و من سرزمین‌ها، کوهستان‌ها، شهرها، و شاهزادگان، دشمنان آشور را، به زیر سلطه-ی خود آوردم؛ و بر قلمروشان دست یافتم. به سرزمین آشور زمین و به مردمانش، جمعیت افزودم. محدوده-ی سرزمینم را وسعت بخشیدم، و تمام سرزمین‌های آن‌ها را به زیر سلطه-ی خود درآوردم».
وی شکارچی ماهری بوده و، اگر پذیرفتن گفته‌های پادشاهان دور از حکمت نباشد، باید گفت که صد و بیست شیر را، پیاده، و هشتصد شیر را، سوار بر ارابه خویش، از پای درآورده است.
در نوشته‌ای که دربارهٔ وی برجای مانده، منشی شاه پرست‌تر از شاه چنین آورده‌است که وی ملت‌ها را نیز مانند جانوران شکار می‌کرده‌است:
من باشکوه و بأس شدید خویش بر سر قوم کوموه تاختم و شهرهای آن مردم را گشودم و غنایم بیشماری از خواسته و دارایی ایشان به چنگ آوردم و همه جا را سوزاندم و ویران کردم… مردم ادنش از نهانگاه‌های کوهستانی خود بیرون آمدند و پای مرا بوسیدند، و من خراجی برایشان معین کردم.
این پادشاه لشکریان خود را به هر سو گسیل می‌داشت؛ حتیان و مردم ارمنستان و چهل ملت دیگر را به فرمان خویش درآورد؛ بر بابل استیلا یافت، و مصریان از او ترسناک شدند و برای فرونشاندن خشم وی هدایایی برای او فرستادند (وی می‌گوید که دیدن نهنگ در نرم کردن وی مؤثر افتاد)

## وضعیت داخلی آشور
در این میان جریان داخلی تکامل جامعه در آن سامان در مسیر خویش سیر می‌کرد و در آغاز هزارهٔ اول پ. م جامعهٔ آشور وارد مرحلهٔ جدیدی شد و دوران پیدایش طبقات و ایجاد جامعهٔ برده داری آغاز و نیز جریان برده‌داری در نواحی ۵ و ۶ و ۷ نقشهٔ ما پدید آمده بود. از آنجایی که در زمان لشکرکشی دول برده دار آشور به کوهستان زاگرس موقوف شده بود، متأسفانه مراحل بدوی آن دوران را هیچ‌یک از منابع مکتوب روشن نکرده‌است، زیرا تنها مأخذ ما همانا شرح لشکرکشی‌هاست که تا قرن نهم پ. م یعنی حدود دویست سال بعد گزارشی وجود ندارد.